# Staffelfelden
Staffelfelden é uma comuna francesa na região administrativa de Grande Leste, no departamento Alto Reno. Estende-se por uma área de 7,42 km². Em 2010 a comuna tinha 4 005 habitantes (densidade: 539,8 hab./km²).